# روان‌شناسی کمی
روان‌شناسی کمی یک رشتهٔ علمی است که به مدل‌سازی ریاضی، طرح پژوهش و روش‌شناسی و تحلیل آماری فرایندهای روانشناختی انسان یا حیوان می‌پردازد. در این رشته از آزمون‌ها و ابزارهای گوناگون برای سنجش توانایی‌های انسان بهره برده می‌شود. روان‌شناسان کمّی مجموعهٔ گسترده‌ای از روش‌های تحقیق را طراحی و تحلیل می‌کنند که از آن جمله می‌توان به روان‌سنجی اشاره کرد، رشته‌ای که در آن از علوم نظری و کاربردی در جهت سنجش‌های روانشاختی استفاده می‌شود.
در علم روانشناسی از داده‌های آماری و ریاضیاتی زیاد استفاده می‌شود و کاربرد آن سابقهٔ طولانی دارد و حال رشتهٔ روانشناسی کمی از سوی انجمن روان‌شناسی آمریکا ویژهٔ این گونه پژوهش‌ها معرفی شده‌است.